# Річард Бах
Річард Дейвіс Бах (англ. Richard Bach; нар. 23 червня 1936) — американський письменник, автор бестселерів «Джонатан Лівінгстон, мартин», «Ілюзії. Пригоди месії мимохіть» тощо. З сімнадцяти років захоплюється польотами, в якості хобі. Творчість Річарда Баха пов'язана з польотами на літаках та літанням у метафоричному контексті.

## Біографія
Річард Дейвіс Бах народився 23 червня 1936 року в Оук-Парку, штат Іллінойс. Син Роланда Баха, колишнього капелана армії США, та Руфі (Шоу) Бах. По материній лінії Річард Бах є прямим нащадком великого німецького композитора Йоганна Себастьяна Баха. 1955 року Річард Бах вступив до Університету штату Каліфорнія в Лонг-Біч, де навчався протягом чотирьох наступних років і брав уроки пілотування літака. Приблизно в цей час познайомився зі своєю першою дружиною Бетті, яка народила в шлюбі шестеро дітей. Однак 1973 року він вирішив розлучитися, втративши віру в шлюб як такий.
Син від першого шлюбу Джонатан, написав книгу «Понад хмарами» про стосунки з батьком, якого він ніколи не знав.
Істинною пристрастю Річарда завжди були літаки: армійську службу він проходив в резерві військово-морського флоту. У 1956-59 роках працював пілотом у Військово-повітряних Силах США. У 1960-х очолював Асоціацію старовинних літаків, а також працював пілотом-каскадером, авіаінструктором, учасником розважальних польотів на Середньому Заході, де він пропонував прогулянкові польоти на біплані по три долари з людини. Водночас Річард Бах також працював незалежним письменником, продаючи свої статті таким журналам як «Флаїнг» (де також працював редактором за сумісництвом), «Соурінг», «Ейр Фектс» тощо. Більшість його книг певним чином пов'язані з польотом, починаючи з його дебютної книги «Чужий на Землі» (1963) і ранніх оповідань, в яких йде мова про літаки, та закінчуючи пізнішими творами, в яких письменник використовує політ як філософську метафору.
Всесвітньо відомим Річард Бах став після публікації філософської притчі «Джонатан Лівінгстон, мартин» (1970). На зйомках фільму «Джонатан Лівінгстон, мартин» (1973) Бах познайомився зі своєю майбутньою дружиною, яка працювала акторкою.1981 року вони одружились. Відтоді Леслі була постійним співавтором свого чоловіка, а також стала героїнею книг «Міст через вічність», «Єдина» та «Втеча від безпеки». 1997 року Річард Бах і Леслі Перріш розлучилися. У квітні 1999 року Річард Бах одружився втретє, цього разу з Сабріною Нельсон-Алексопулос.
31 серпня 2012 року легкомоторний літак, за штурвалом якого знаходився сам письменник, потрапив у авіакатастрофу. Під час посадки він зачепив лінію електропередач. Річард Бах отримав черепно-мозкову травму і переломи. Він був госпіталізований, за останніми повідомленнями знаходиться у тяжкому, але стабільному стані. 
Річард Бах був госпіталізований на 4 місяці, згодом виписаний додому. Він повідомив, що досвід зустрічі зі смертю надихнув його до закінчення четвертої частини повісті «Джонатан Лівінгстон, мартин». За день до аварії Річард Бах передав у видавництво свій останній на той час твір «Подорожі з Пафф» (англ. «Travels with Puff»), який вийшов друком 19 березня 2013 року. Саме на літаку з назвою «Пафф», письменник і потрапив в аварію. 2014 року світ побачив сиквел роману «Ілюзії. Пригоди месії мимохіть» — «Ілюзії ІІ. Пригоди учня мимохіть».

## Особисте життя
Бах мав шістьох дітей від своєї першої дружини, Бетті Джин Френкс. Вона також була пілотом і авторкою книги Patterns: Tales of Flying and of Life, в якій описано її життя як пілота та матері-одиначки. Вона друкувала та редагувала більшість авіаційних творів Річарда. Вони розлучилися в 1970 році, і Бах роками не бачив своїх дітей.
Їхній син Джонатан, названий на честь головного героя бестселера Баха Jonathan Livingston Seagull (Джонатан Лівінгстон, мартин), є інженером-програмістом і журналістом. Він написав книгу 1993 року Above the Clouds, про своє дитинство без батька та їхню зустріч, коли він був студентом коледжу. Річард схвалив книгу, хоча зазначив, що в ній є деякі особисті деталі, які він «волів би не бачити надрукованими».
Інші їхні діти — Роберт, Крістел, Джеймс Маркус Бах, Еріка та наймолодша донька Бетані, яка загинула в аварії у віці 15 років у 1985 році.
У 1981 році Бах одружився з актрисою Леслі Перріш, з якою познайомився під час зйомок фільму Джонатан Лівінгстон, мартин. Вона відіграла значну роль у двох його наступних книгах: Міст через вічність та Єдина, які зосереджені на їхніх стосунках і концепції Баха про споріднені душі. Вони розлучилися в 1999 році.
Бах одружився зі своєю третьою дружиною, Сабриною Нельсон-Алексопулос, у квітні 1999 року. Вони розлучилися 1 квітня 2011 року.

## Переклади українською
- Річард Бах. Чайка Джонатан Лівінгстон: повість. — Х. : Фоліо, 2007. — 127 с. — ISBN 9789660337626.
- Ричард Бах «Чайка на ім'я Джонатан Лівінгстон». Переклад Андрія Євса. Журнал «Всесвіт», 2015, № 07-08, ст.27-44
- Ричард Бах. Джонатан Лівінгстон, мартин. — К. : КМ-Букс, 2016. — 128 с. — ISBN 978-617-538-428-2.. Переклав Дмитро Шостак
- Ричард Бах. Ілюзії. — К. : КМ-Букс, 2016. — 128 с. — ISBN 978-617-7409-16-7.. Переклав Дмитро Шостак
- Річард Бах «Ілюзії або пригоди месії мимоволі». Переклад Валерія Грузина. Журнал «Всесвіт», 1989
- Ричард Бах. Ілюзії ІІ. Пригоди учня мимохіть. — К. : КМ-Букс, 2018. — 96 с. — ISBN 978-617-7535-66-8.. Переклав Дмитро Шостак
- Річард Бах «Міст у вічність». Переклад Павла Насади. Журнал «Всесвіт», 1997, № 10, 11-12